# Застава Јамајке
Застава Јамајке је тробојка која званично усвојена 6. августа 1962. године. Боје на застави су зелена, златна и црна. Свака од боја има значење: црна је симбол снаге и креативности народа Јамајке, златна- представља сунце и природна богатсва земље, зелена представља наду у будућност и симболише пољопривредна богатства.